# Прокшино (Калужская область)
Прокшино — деревня Медынского района Калужской области России, входит в состав сельского поселения «Деревня Гусево». До упразднения уездно-губернского деления входило в состав  Гиреевской волости Медынского уезда .

## Название
От имени-прозвища Прокша, формы календарного имени Прокофий.

## География
Находится в пределах Смоленско-Московской возвышенности Русской равнины,  на берегу реки Андреевки, притоке Шани.

## История
Прокшино упоминается в «Поместном приказе» № 228 от 1694 года наряду с деревнями Коняево, Гребёнкино, Шеинка, Терентьево при волостном центре Бордуково.
В 1678 году деревня Прокшино входила в приход церкви Георгия Великомученика в селе Захарово, принадлежащего окольничему Михаилу Тимофеевичу Лихачеву и Василию Ивановичу Новосильцеву. В деревне 6 дворов крестьянских и 1 бобыльский.
В 1694 году Прокшино принадлежит М. Т. Лихачеву, за рекой Костижей, стоит его винный завод.
В 1823 году в сельце Прокшино родилась Екатерина Лукинична Жемчужникова (Хвостова) (1823—1890), старшая дочь Луки Ильича Жемчужникова, знаменитого карточного игрока и кредитора Пушкина, тогдашнего владельца Прокшино и Теренино. Также в Прокшино родилась вторая дочь Луки Ильича, Софья Лукинична Жемчужникова-Бельгард (1824—1855), жена генерала Карла Александровича Бельгарда.
В 1858 году сельцо Прокшино принадлежало помещику Бородину.
В «Списке населённых мест Калужской губернии по сведениям 1863 года» указано как владельческое сельцо Прокшино (Прошкина) при безымянном ручье по левую сторону тракта Медынь-Гжатск. В сельце насчитывалось 15 дворов и 179 жителей.
В «Волости и важнейшие селения Европейской России» Прокшина (Прошкино) описывается как бывшая владельческая деревня Гиреевской волости Медынского уезда, где в 28 дворах проживало 177 человек и имелся сапожный завод.
Согласно данным на 1897 год население деревни составляло 190 человек. В списке населённых мест 1914 года Прокшино вновь указано как сельцо с 183 жителями.
До 4 июня 2014 года называлась Прокошино.

## Население
| 2002 | 2010 |
| ---- | ---- |
| 13   | ↘5   |

## Инфраструктура
Личное подсобное хозяйство с зоной сельскохозяйственного использования, индивидуальная застройка усадебного типа.

## Транспорт
Деревня доступна по просёлочным дорогам.